# Bem-Vindos a Beirais
Bem-Vindos a Beirais é uma série da televisão portuguesa exibida desde 13 de maio de 2013 até 23 de março de 2016 pelo canal RTP1. Apesar de seguir o formato de exibição de uma telenovela, sendo transmitida de segunda a sexta por um período ininterrupto, a produção foi anunciada como sendo uma série televisiva de longa duração. Bem-Vindos a Beirais segue o quotidiano de Diogo Almada, um lisboeta que, sofrendo pela vida agitada que levava na cidade grande, decide mudar-se para o campo, mais propriamente para a aldeia de Beirais, para ficar longe destes problemas.
A série sucedeu a Sinais de Vida, de formato semelhante, tendo sua exibição iniciada entre as 21h00 e 22h30. Apesar ter recebido reações mistas da crítica especializada, Bem-Vindos a Beirais conseguiu subir os índices audiométricos da antecessora. Em julho de 2013, a RTP anunciou uma segunda temporada, que estreou logo após o término da primeira, no dia 4 de novembro do mesmo ano. Em 11 de maio de 2018, começou a ser reposta na RTP Memória. 

## Desenvolvimento e produção

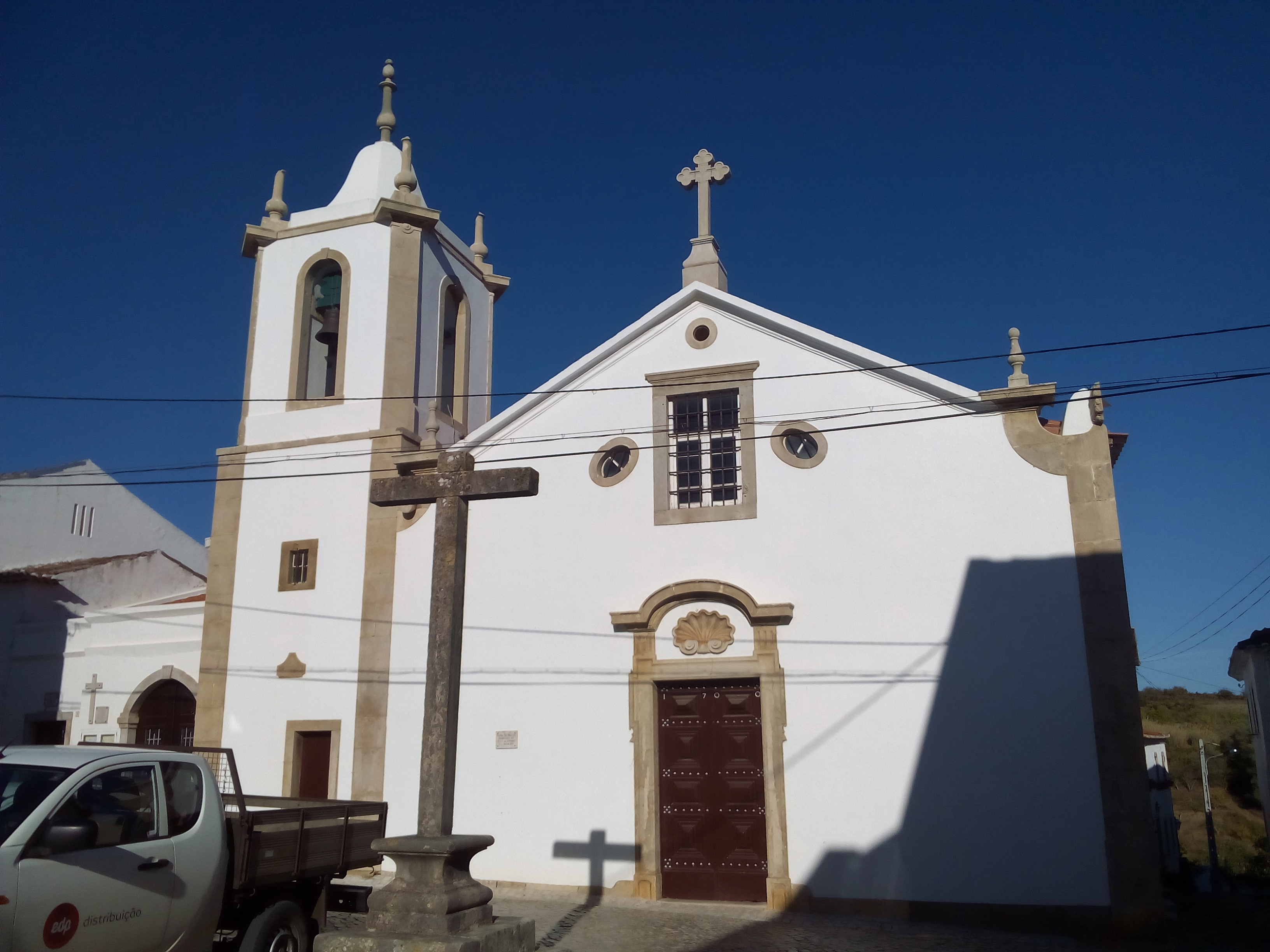
A freguesia do Carvalhal, no Bombarral, serviu de cenário para a fictícia aldeia de Beirais.

Em março de 2013 a revista de televisão TV 7 Dias publicou que Hugo Andrade, director de programação da RTP, autorizou o início de um nova produção original para o canal. Intitulada Bem-Vindos a Beirais e com o slogan "Quando não podes voltar a falhar, o sucesso é o único caminho possível", a telenovela é outra realização da produtora SP Televisão para a RTP. A produção, segundo Andrade, pretendeu mostrar a mensagem que "Portugal é mais do que Lisboa", e foi primariamente filmada na freguesia de Carvalhal, no concelho de Bombarral, além de ter algumas cenas adicionais gravadas em Lisboa, Lousã e São Pedro de Alva. Assim como Sinais de Vida, esta telenovela foi anunciada como uma "série de longa duração". Apesar de ter episódios com tramas fechadas e nomes individuais, algo que se aproxima do género de um seriado, Bem-Vindos a Beirais é exibida ininterruptamente e não apresenta temporadas com um menor número de episódios, se enquadrando assim ao género da telenovela tradicional. O uso do termo "série" causou criticismos nos média especializadas, que usou termos como "mini-novela", "série que iremos chamar de telenovela" e "novela disfarçada de série" para designar a produção. Inicialmente planeada para ter oitenta episódios, foi anunciado que seriam gravados episódios adicionais e uma segunda temporada devido a boa recepção do público. A primeira temporada teve suas filmagens terminadas no começo de agosto de 2013, e a segunda começou a ter seus episódios gravados em setembro do mesmo ano.

### Genérico e música
O genérico de Bem-Vindos a Beirais tem cerca de 1 min e 20 s e apresenta todos os personagens fixos da telenovela, separados em seus respectivos núcleos e ambientações onde costumam se destacar. A sua produção ficou a cargo de Daniel Sardo, Manuel Amaro da Costa e Pedro Emauz. O tema de abertura e encerramento, "Muda de Vida", foi interpretado pela banda Humanos e já foi tema de outra produção da RTP, a série Um Lugar para Viver. Além do tema, as canções "O Mundo És Tu", interpretada por Paulo Ramos, "Estrada para o Monte" e "Marcha do Casal", interpretadas por David Rossi, "Quem te Salvará", "Suspenso no Desejo" e a canção-título "Bem-Vindos a Beirais", interpretadas por Carolina Carvalho, estão presentes na telenovela. David Rossi também compôs a banda incidental da produção.

## Enredo
Diogo Almada é um atarefado gestor de contas que vive em Lisboa e tem sua vida cada vez mais corrida devido as pressões do trabalho. Sua rotina leva-o a sofrer um ataque cardíaco, e ele, de emergência, é internado em um hospital. Lá ele conhece Henrique, um senhor que está a querer vender seu negócio agrícola na aldeia de Beirais para poder viver com as filhas em Lisboa. Alertado sobre o risco que sua saúde corre se continuar com o estilo de vida que leva, Diogo decide comprar a estufa agrícola e demitir-se do trabalho para virar um gestor no campo. Entretanto sua namorada, Teresa, surpreende-se com a notícia e se recusa a deixar a sua vida na cidade grande. Também em Lisboa, as amigas Clara, Rita e Susana estão a sofrer os efeitos da crise económica e não conseguem arranjar emprego. Rita então tem a ideia de transformar a casa que seu avô deixou em Beirais em uma casa de turismo, e convida as duas amigas serem sócias, o que faz com que as três se mudem para o local.
Diogo então muda-se para Beirais e começa um relacionamento de longa distância com Teresa, mas o afastamento começa a deteriorar a relação dos dois, em especial depois de Teresa o ter ido visitar na aldeia e aí ter enfrentado uma série de adversidades. Ele começa então a se aproximar de Clara, com quem tem uma relação conturbada no início, mas que depois desenvolve-se para uma intimidade amigável mútua. A mudança também traz atribulações a Rita, que enfrenta problemas de aceitação de sua filha adolescente Inês no novo ambiente, e também no seu casamento com João, quando este demite-se do emprego para entrar no ano sabático e recomeçar a sua carreira de autor, aproximando-se da professora beiralense Patrícia. Susana também enfrenta os mesmos problemas com seu filho igualmente adolescente Gabriel, assim como adversidades com a sua mãe Olga, uma senhora católica fervorosa e conversadora que não aprova as atitudes da filha, quando volta a viver na casa dela.
No meio disso, o empresário Fernando Campos Ribeiro cobiça adquirir a casa de turismo por vingança, já que é filho bastardo do avô de Rita com uma de suas empregadas da mesma casa e seu pai nunca o reconheceu. Primeiro tenta tornar-se sócio do negócio, mas com a recusa contrata Xavier, que faz pequenos trabalhos de manutenção no local, para espionar o que se passa lá. Apesar de não gostar de fazer isso, Xavier desempenha a função para conseguir dinheiro para sua família, que enfrenta problemas financeiros. Tudo em segredo de sua irmã Marina, que perdeu o marido em um acidente de trabalho de uma das fábricas de Fernando, e acha que ele pode ter responsabilidade nisso.
Apesar de ter medo de entrar em outro relacionamento romântico, já que seu ex-noivo roubou-lhe tudo que tinha e desapareceu, Clara começa a se envolver com Diogo, que acha a situação insustentável e vai para Lisboa para terminar o namoro com Teresa. Esta então decide lutar pela relação e vai morar em Beirais, mesmo não gostando do lugar, o que acaba afastando Clara de Diogo.

## Elenco e personagens
O personagem principal de Bem-Vindos a Beirais, Diogo Almada, é interpretado por Pepê Rapazote. Ele divide a cena com Teresa Sampaio, interpretada por Sandra Santos, que é sua namorada residente em Lisboa, e Clara Rodrigues, interpretada por Oceana Basílio, uma das sócias da Casa da Aldeia. Clara administra o negócio com suas amigas Rita Almeida Santiago, interpretada por Vera Alves, e Susana Fontes, interpretada por Lúcia Moniz. Rita é casada com João, interpretado por Dinarte Branco, com que teve a filha Inês, interpretada por Inês Faria. Susana é separada e volta de Lisboa para a aldeia com o filho Gabriel, interpretado por Alexandre Jorge, para viver na casa da sua mãe Olga, interpretada por Luísa Ortigoso.
Ao se mudar para Beirais para fugir do stress que sua vida levava, Diogo começa a conviver com os habitantes do lugar. Isso inclui a família Pedroso, composta pelo mecânico Manuel, interpretado por José Boavida, sua mãe Hortense, interpretada por Henriqueta Maia, a dona do minimercado Alzira, interpretada por Noémia Costa, e os filhos Sandro, interpretado por Ivo Lucas, e Tânia, interpretada por Mariana Pacheco. Diogo logo faz amizade com o locutor da Rádio Beirais FM, Carlos Baptista, interpretado por Jorge Mourato e marido de Nazaré, interpretada por Margarida Cardeal. Beirais também tem um Sociedade Recreativa, que é administrada pelos irmãos Xavier, interpretado por Tomás Alves, e Marina, interpretada por Carla Chambel, que é mãe do garoto Pedro, interpretado por Duarte Ferreira, bisneto de Benjamim Marques, interpretado por Carlos Santos. A história de Marina está directamente ligada ao influente empresário Fernando Campos Ribeiro, interpretado Jorge Silva, que é casado com Cristina dos Santos, interpretada por Sylvie Dias. Outras personalidades de Beirais incluem o presidente da junta Agostinho Puga, interpretado por João Saboga, o primeiro-cabo Júlio Gameiro, interpretado por Luís Aleluia, a professora da escola local Patrícia Moreira, interpretada por Mariana Norton, o padre Luís Assunção, interpretado por Nuno Janeiro, o médico Nuno Aires, interpretado por Martinho Silva, a fogosa Xana, interpretada por Sara Salgado, e os primos Joaquim Brito, interpretado por Miguel Dias, e Moisés Lameiras, interpretado por Heitor Lourenço, que administram a funerária da redondeza.

### Elenco principal (1ª temporada)
- Carla Chambel — Marina Marques de Jesus
- Carlos Santos (†) — Benjamim Marques
- Dinarte Branco — João Santiago
- Heitor Lourenço — Moisés Lameiras
- Henriqueta Maia — Hortense Pedroso
- Ivo Lucas — Sandro Miguel Silva Pedroso
- João Saboga — Agostinho Puga
- Jorge Mourato — Carlos Manuel Baptista
- Jorge Silva — Fernando Campos Ribeiro
- José Boavida (†) — Manuel Pedroso
- Lúcia Moniz — Susana Isabel Fontes
- Luís Aleluia (†) — Júlio Gameiro
- Luísa Ortigoso — Olga Fontes
- Margarida Cardeal — Nazaré Baptista
- Mariana Norton — Patrícia Moreira
- Martinho Silva — Nuno Aires
- Miguel Dias — Joaquim Brito
- Noémia Costa — Alzira Silva Pedroso
- Anna de Meireles — Beatriz Silva
- Nuno Janeiro — Luís Assunção
- Oceana Basílio — Clara Rodrigues
- Pepê Rapazote — Diogo Almada
- Sandra Santos — Teresa Sampaio
- Sara Salgado — Alexandra Vidal
- Sylvie Dias — Cristina dos Santos
- Tomás Alves — Xavier Marques
- Vera Alves — Rita de Almeida Santiago

Elenco Infanto-Juvenil
Alexandre Jorge — Gabriel Fontes Moita
Duarte Ferreira — Pedro Marques de Jesus
Inês Faria — Inês de Almeida Santiago
Mariana Pacheco — Tânia Silva Pedroso

### Elenco principal (2ª temporada)
- Alda Gomes — Conceição (São) Loureiro
- António Machado — Vítor Lobo
- Carla Chambel — Marina Marques de Jesus
- Carlos Santos (†) — Benjamim Marques
- Dinarte Branco — João Santiago
- Guilherme Filipe — padre Justino Silveira
- Heitor Lourenço — Moisés Lameiras
- Henriqueta Maia — Hortense Pedroso
- Ivo Lucas — Sandro Miguel Silva Pedroso
- João Saboga — Agostinho Puga
- Jorge Mourato — Carlos Manuel Baptista
- Jorge Silva — Fernando Campos Ribeiro
- José Boavida (†) — Manuel Pedroso
- Lúcia Moniz — Susana Isabel Fontes
- Luís Aleluia (†) — Júlio Gameiro
- Luísa Ortigoso — Olga Fontes
- Margarida Cardeal — Nazaré Baptista
- Mariana Norton — Patrícia Moreira
- Martinho Silva — Nuno Aires
- Miguel Dias — Joaquim Brito
- Noémia Costa — Alzira Silva Pedroso
- Nuno Janeiro — Luís Assunção
- Oceana Basílio — Clara Rodrigues
- Pepê Rapazote — Diogo Almada
- Ricardo Castro — António José Candeias (Tozé)
- Ruy de Carvalho — Viriato Montenegro
- Sara Salgado — Alexandra Vidal
- Sílvia Filipe — Maria José (Zézinha) Silva
- Vera Alves — Rita de Almeida

Elenco Infanto-Juvenil
Alexandre Jorge — Gabriel Fontes Moita
Duarte Ferreira — Pedro Marques de Jesus
Inês Faria — Inês de Almeida Santiago
Mariana Pacheco — Tânia Silva Pedroso

### Elenco principal (3ª temporada)
- Alda Gomes — Conceição Loureiro (São)
- António Machado — Vítor Lobo
- António Pedro Cerdeira — Vasco Nogueira
- Carla Chambel — Marina Marques Assunção
- Carlos Santos (†) — Benjamim Marques
- Guilherme Filipe — padre Justino Silveira
- Heitor Lourenço — Moisés Lameiras
- Henriqueta Maia — Hortense Pedroso
- Ivo Lucas — Sandro Silva Pedroso
- João Saboga — Agostinho Puga
- Jorge Mourato — Carlos Manuel Baptista
- Jorge Silva — Fernando Campos Ribeiro
- José Boavida (†) — Manuel Pedroso
- José Raposo — Alcides Jorge Silva
- Liliana Santos — Carlota
- Lúcia Moniz — Susana Isabel Fontes
- Luís Aleluia (†) — Júlio Gameiro
- Luísa Ortigoso — Olga Fontes
- Margarida Cardeal — Nazaré Baptista
- Mariana Norton — Patrícia Moreira
- Marina Mota — Lucinda Silva
- Martinho Silva — Nuno Aires
- Miguel Damião — Tiago Nogueira
- Miguel Dias — Joaquim Brito
- Noémia Costa — Alzira Silva Pedroso
- Nuno Janeiro — Luís Assunção
- Oceana Basílio — Clara Rodrigues
- Pepê Rapazote — Diogo Almada
- Ricardo Castro — António José Candeias (Tozé)
- Ruy de Carvalho — Viriato Montenegro
- Sara Salgado — Alexandra Vidal Pedroso
- Sílvia Filipe — Maria José Silva (Zézinha)
- Susana Mendes — Mercês
- Vera Alves — Rita de Almeida

Elenco Infanto-Juvenil
Alexandre Jorge — Gabriel Fontes Moita
Beatriz Leonardo — Marta Nogueira
Duarte Ferreira — Pedro Marques de Jesus
Inês Faria — Inês de Almeida Santiago
Manuel Sá Nogueira — Dinis Nogueira
Mariana Pacheco — Tânia Silva Pedroso

### Elenco principal (4ª temporada)
- António Machado — Vítor Lobo
- António Pedro Cerdeira — Vasco Nogueira
- Carla Chambel — Marina Marques Assunção
- Carlos Santos (†) — Benjamim Marques
- Filipe Vargas — Matias
- Guilherme Filipe — padre Justino Silveira
- Heitor Lourenço — Moisés Lameiras
- Hélder Agapito — Julien Silva
- Henriqueta Maia — Hortense Pedroso
- Ivo Lucas — Sandro Silva Pedroso
- Joana Duarte — Felipa (Luna)
- João Saboga — Agostinho Puga
- Jorge Mourato — Carlos Manuel Baptista/sósia de Carlos (em 1 episódio)
- Jorge Silva — Fernando Campos Ribeiro
- José Boavida (†) — Manuel Pedroso
- José Raposo — Alcides Jorge Silva
- Lúcia Moniz — Susana Isabel Fontes
- Luís Aleluia (†) — Júlio Gameiro
- Luísa Ortigoso — Olga Fontes
- Margarida Cardeal — Nazaré Baptista
- Mariana Norton — Patrícia Moreira
- Marina Mota — Lucinda Silva
- Martinho Silva — Nuno Aires
- Miguel Damião — Tiago Nogueira
- Miguel Dias — Joaquim Brito
- Noémia Costa — Alzira Silva Pedroso
- Nuno Janeiro — Luís Assunção
- Oceana Basílio — Clara Rodrigues/Vera-sósia de Clara (em 1 episódio)
- Pepê Rapazote — Diogo Almada
- Ricardo Castro — António José Candeias (Tozé)
- Rui Mendes — Leonel Alves
- Ruy de Carvalho — Viriato Montenegro
- Sara Salgado — Alexandra Vidal Pedroso
- Susana Mendes — Mercês Ferrão
- Vera Alves — Rita de Almeida

Elenco Infanto-Juvenil
Alexandre Jorge — Gabriel Fontes Moita
Beatriz Leonardo — Marta Nogueira
Duarte Ferreira — Pedro Marques de Jesus
Inês Faria — Inês de Almeida Santiago
Manuel Sá Nogueira — Dinis Nogueira
Mariana Pacheco — Tânia Silva Pedroso
(†) Actores/personagens falecidos.

## Guia de episódios
| Temp. | Temp. | Episódios | Ano de Transmissão | Dia da Semana               | Protagonistas                |
| ----- | ----- | --------- | ------------------ | --------------------------- | ---------------------------- |
|       | 1     | 100       | 2013               | Segunda-feira a Sexta-feira | Pepê Rapazote Oceana Basílio |
|       | 2     | 80        | 2013–2014          | Segunda-feira a Sexta-feira | Pepê Rapazote Oceana Basílio |
|       | 3     | 200       | 2014–2015          | Segunda-feira a Sexta-feira | Pepê Rapazote Oceana Basílio |
|       | 4     | 260       | 2015–2016          | Segunda-feira a Sexta-feira | Pepê Rapazote Oceana Basílio |

## Recepção

### Análise da crítica
A resposta da crítica de Bem-Vindos a Beirais não foi homogénea, tendo a maioria das resenhas afirmado que os episódios da telenovela possuíam uma qualidade irregular entre si. Marcos Rocha, do sítio eletrónico A Televisão, declarou que a produção "Tem alguns pontos fracos, mas em relação a Sinais de Vida, que não gostei, noto uma melhoria significativa". David Ferreira, do mesmo sítio, afirmou que "é inevitável olhar e pensar já ter visto isto ou, algo muito parecido, antes. [...] A série é das mais leves, mas cumpre o propósito: entreter". Já José Raposo, do sítio Zapping, expressou uma opinião contrária, a escrever que "Sinais de Vida era melhor que Bem-Vindos a Beirais. Mas esta é mais light e boa para uma noite de verão". Nuno Azinheira, do jornal Diário de Notícias, definiu a telenovela como "irregular na qualidade, mas interessante na proposta de uma visão diferenciadora de um Portugal ficcionado", além de "não ser uma obra-prima, [...] mas não incomoda nem envergonha". Já a revista TV 7 Dias publicou que Bem-Vindos a Beirais" tem os ingredientes suficientes para 'roubar' espectadores à concorrência". O critico Fernando Sobral considerou Bem-Vindos a Beirais "[envergonhada], [pobrezinha] e muito fraca".

### Audiências
O episódio de estreia da primeira temporada de Bem-Vindos a Beirais, "Rumo ao Campo", registou 2,7% de rating e 5,3% de share no dia 13 de maio de 2013, sendo o décimo programa mais visto da RTP1. A telenovela então foi subindo os seus índices gradualmente, alcançando o seu pico no episódio "Guerra de Trincheiras", exibido no dia 16 de outubro, que registrou 8,1% de rating e 15,9% de share. Seu episódio menos visto, "Sombra de Dúvida", foi exibido no dia 5 de junho e registrou 2,4% de rating e 4,9% de share. A partir de julho de 2013, Bem-Vindos a Beirais começou a figurar por vezes como o terceiro programa mais visto da RTP1, atrás apenas do Telejornal e do game show O Preço Certo. Com seus 100 episódios transmitidos dentro de um período de 25 semanas, a primeira temporada da telenovela registrou uma média geral de 5,1% de rating e 10,8% de share, uma melhora significativa em relação à produção anterior, Sinais de Vida, que teve uma média geral de 2,3% de rating e 4,7% de share. O bom resultado nas audiências, apesar da produção perder para os canais privados SIC e TVI, fez a RTP encomendar à SP Televisão mais vinte episódios para a telenovela, aumentando sua previsão total de episódios de 80 para 100. Uma segunda temporada também foi anunciada, após o termino das gravações dos episódios da trama original. O Episódio Mais Visto da série foi "O Duelo", exibido no dia 04/02/2014 e foi visto por 1 032 000 espectadores, conquistando um share de 19,6 e um rating de 10,6. A partir do dia 14 de julho de 2014, com a mudança de horário das 21h15 para as 22h00, a série baixou as audiências, mas após voltar ao seu horário habitual (21h15), voltou a subir audiências. A reposição da série às 14 horas iniciada em fevereiro de 2019 acumulou uma média de 2,1% de rating e 11,5% de share.
| Temporada | Horário de exibição      | Episódios | Episódio de estreia     | Episódio de estreia | Episódio de encerramento | Episódio de encerramento |
| Temporada | Horário de exibição      | Episódios | Data                    | Audiência (%)       | Data                     | Audiência (%)            |
| --------- | ------------------------ | --------- | ----------------------- | ------------------- | ------------------------ | ------------------------ |
| 1         | Segunda a sexta às 21h00 | 100[a]    | 13 de maio de 2013      | 2,7                 | 1 de novembro de 2013    | 4,2                      |
| 2         | Segunda a sexta às 21h00 | 80        | 4 de novembro de 2013   | 7,0                 | 24 de fevereiro de 2014  | 8,8                      |
| 3         | Segunda a sexta às 21h15 | 200[a]    | 25 de fevereiro de 2014 | 9,1                 | 2 de janeiro de 2015     | 8,0                      |
| 4         | Segunda a sexta às 21h15 | 260       | 5 de janeiro de 2015    | 8,5                 | 23 de março de 2016      | 3,9                      |

## Exibição
À parte da sua exibição diária comum de segunda a sexta, Bem-Vindos a Beirais já teve sua transmissão cancelada devido a coberturas de eventos especiais exibidas no mesmo horário. A telenovela também teve reprises (incluindo compilações) exibidas durante o período de sua primeira temporada na RTP1. Houve também ocasiões onde um episódio foi exibido repartido entre dois dias.
A partir do dia 14 de julho de 2014, devido à estreia da nova série da RTP, Água de Mar, Bem-Vindos a Beirais foi mudada de horário das 21h00 para as 22h00, o que fez com que as audiências da série baixassem. No dia 1 de setembro, voltou ao seu horário original, devido às fracas audiências da telenovela "Água de Mar".
| Cancelamentos, especiais e reprises de Bem-Vindos a Beirais | |
| --- | --- |
| \| Dia \| Conteúdo \| \| ------------------------------------------------------------------------------------------------------------------------------------------------ \| --------------------------------------------------------------------------------------------------------------------------------------------------------------------------------------------------------------------------------------------------------------------------------------------------------------------------------------------------------------------------------------------------------------------------------------------------- \| \| 7 de junho de 2013 (sexta-feira) \| Cancelamento devido a transmissão de Portugal vs. Rússia (Eliminatórias da Copa do Mundo FIFA de 2014) e programação especial derivada. \| \| 8 de junho de 2013 (sábado) \| Compilação de melhores momentos dos primeiros dezenove episódios. 560 500 espectadores. \| \| 12 de junho de 2013 (quarta-feira) \| Cancelamento devido à transmissão das Marchas Populares de Lisboa de 2013. \| \| 30 de junho de 2013 (domingo) \| Reprise do episódio "Há Festa na Aldeia" durante a tarde. 361 000 espectadores. \| \| 26 de julho de 2013 (sexta-feira) \| Cancelamento devido à transmissão da XVII Grande Corrida TV do Norte. \| \| 5 a 7 de agosto de 2013 (segunda a quarta-feira) \| Cancelamento devido à transmissão dos jogos do Torneio do Guadiana de 2013. \| \| 14 de agosto de 2013 (quarta-feira) \| Reprise do episódio "Corre, Beirais, Corre", no lugar de um inédito. 294 500 espectadores. \| \| 5 de setembro de 2013 (quinta-feira) \| Cancelamento devido à transmissão de Noruega vs. Portugal (Eliminatórias do Campeonato Europeu de Futebol Sub-21 de 2015). \| \| 9 de outubro de 2013 (quarta-feira) \| Cancelamento devido à transmissão do programa O País Pergunta. \| \| 11 de outubro de 2013 (sexta-feira) \| Cancelamento devido à transmissão de Portugal vs. Israel (Eliminatórias da Copa do Mundo FIFA de 2014) e programação especial derivada. \| \| 25 de dezembro de 2013 (quarta-feira) \| Cancelamento devido à programação especial de natal. \| \| 12 de janeiro de 2014 (domingo) \| Exibição do programa "Portugueses Pelo Mundo - Especial Beirais". 237 500 espectadores. \| \| 5 de março de 2014 (quarta-feira) \| Cancelamento devido à transmissão de Portugal vs. Camarões (Eliminatórias da Copa do Mundo FIFA de 2014) e programação especial derivada. \| \| 7 de março de 2014 (sexta-feira) \| Cancelamento devido à transmissão da gala dos 57 anos da RTP. \| \| 2 de maio de 2014 (sexta-feira) \| Cancelamento devido à transmissão da Corrida de Touros de Estremoz. \| \| 6 de maio de 2014 (terça-feira) \| Cancelamento devido à transmissão da semifinal 1 do 59º Festival Eurovisão da Canção 2014. \| \| 12 de junho de 2014 (quinta-feira) \| Cancelamento devido à transmissão das Marchas Populares de Lisboa de 2014. \| \| 23 a 26 de junho de 2014; 30 de junho e 1 de julho; 4 e 9 de julho de 2014 (segunda a quinta-feira; segunda e terça feira; sexta e quarta-feira) \| Cancelamento devido à transmissão dos jogos da Copa do Mundo FIFA de 2014. \| \| 25 de julho de 2014 (sexta-feira) \| Cancelamento devido à transmissão da XVIII Grande Corrida TV do Norte. \| \| 1 de agosto de 2014 (sexta-feira) \| Cancelamento devido à transmissão do jogo Sporting Clube de Portugal vs. Società Sportiva Lazio do Troféu Cinco Violinos. \| \| 4 de agosto de 2014 (segunda-feira) \| Cancelamento devido à transmissão de Tourada: Corrida de Touros em Angra do Heroísmo. \| \| 15 de agosto de 2014 (sexta-feira) \| Cancelamento devido à transmissão de Tourada: 8.ª Grande Corrida RDP/RTP - Figueira da Foz 2014. \| \| 22 de agosto de 2014 (sexta-feira) \| Cancelamento devido à transmissão de Tourada: Corrida de Touros RTP Algarve. \| \| 14 de outubro de 2014 (terça-feira) \| Cancelamento devido à transmissão do jogo Dinamarca vs. Portugal (Preparação para o Euro 2016). \| \| 13, 14 e 18 de novembro de 2014 (quinta, sexta, e terça-feira) \| Cancelamento devido à transmissão de jogos de futebol sub-21 (Dia 13) e de preparação para o Euro 2016 (Dia 14). \| \| 27 de novembro de 2014 (quinta-feira) \| Cancelamento devido à transmissão do programa Passos Coelho: A Entrevista. \| \| 25 de dezembro de 2014 (quinta-feira) \| Cancelamento devido à programação especial de natal. \| \| 14 de janeiro de 2015 (quarta-feira) \| Cancelamento devido à transmissão do programa Gala das Quinas de Ouro. \| \| 3 de março de 2015 (terça-feira) \| Cancelamento devido à transmissão da semifinal 1 do Festival RTP da Canção 2015. \| \| 5 de março de 2015 (quinta-feira) \| Cancelamento devido à transmissão da semifinal 2 do Festival RTP da Canção 2015. \| \| 27 de março de 2015 (sexta-feira) \| Cancelamento devido à transmissão do programa Maratona da Saúde. \| \| 31 de março de 2015 (terça-feira) \| Cancelamento devido à transmissão de Portugal vs. Cabo Verde (Jogo solidário, cuja receita reverterá, integralmente, a favor dos deslocados da erupção vulcânica na Ilha do Fogo). \| \| 2 de abril de 2015 (quinta-feira) \| Cancelamento devido à morte de Manoel de Oliveira e à transmissão de uma entrevista e de um filme em sua homenagem. \| \| 12 de junho de 2015 (sexta-feira) \| Cancelamento devido à transmissão das Marchas Populares de Lisboa de 2015. \| \| 30 de junho de 2015 (terça-feira) \| Cancelamento devido à transmissão do prolongamento do jogo Portugal-Suécia do campeonato europeu de sub-21. O episódio estava previsto, mas devido ao prolongamento do jogo, a série foi cancelada neste dia dando lugar ao Quem Quer Ser Milionário - Alta Pressão. O episódio deste dia foi exibido no dia seguinte. Uma situação semelhante ocorreu no dia 9 de Julho de 2014, devido ao prolongamento de um jogo da Copa do Mundo FIFA de 2014. \| \| 2 de julho de 2015 (quinta-feira) \| Cancelamento devido à transmissão da LI Grande Corrida TV. \| \| 7 de julho de 2015 (terça-feira) \| Cancelamento devido ao falecimento de Maria Barroso, com a transmissão do programa Fátima Campos Ferreira entrevista Maria Barroso em sua homenagem. \| \| 2 de agosto de 2015 (domingo) \| Exibição de um episódio especial "Preço Certo" e de um "Preço Certo: Especial Beirais" Pela primeira vez um episódio inédito é exibido ao Domingo. 627 000 espectadores. \| \| 13 de novembro de 2015 (sexta-feira) \| Cancelamento do episódio "A Irmandade Beiralense" a meio devido a um especial informação de última hora sobre os Atentados de Paris ocorridos nesse dia. O episódio foi reexibido de forma completa no dia 18 de Novembro de 2015. \| \| 25 de dezembro de 2015 (sexta-feira) \| Cancelamento devido à programação especial de natal. \| \| 26 de janeiro de 2016 (terça-feira) \| Reprise do episódio "Gostos Não se Discutem", devido à morte do actor José Boavida que interpretava Manel nesta série. Este episódio foi protagonizado por ele, daí a sua escolha para a homenagem ao actor que faleceu nesta terça-feira. 446 500 espectadores. \| \| 09 de março de 2016 (quarta-feira) \| Reprise do episódio "Beirais Vai a Votos" ao meio-dia, relacionado com a tomada de posse do novo Presidente da República (Marcelo Rebelo de Sousa), de modo a preencher o espaço entre a mesma e o Jornal da Tarde. 237 500 espectadores. \| \| 15 de março de 2016 (terça-feira) \| Reprise do episódio "Fora de Jogo" no lugar de um episódio inédito, por razões desconhecidas. 323 000 espectadores. \| | |
| Dia | Conteúdo |
| 7 de junho de 2013 (sexta-feira) | Cancelamento devido a transmissão de Portugal vs. Rússia (Eliminatórias da Copa do Mundo FIFA de 2014) e programação especial derivada. |
| 8 de junho de 2013 (sábado) | Compilação de melhores momentos dos primeiros dezenove episódios. 560 500 espectadores. |
| 12 de junho de 2013 (quarta-feira) | Cancelamento devido à transmissão das Marchas Populares de Lisboa de 2013. |
| 30 de junho de 2013 (domingo) | Reprise do episódio "Há Festa na Aldeia" durante a tarde. 361 000 espectadores. |
| 26 de julho de 2013 (sexta-feira) | Cancelamento devido à transmissão da XVII Grande Corrida TV do Norte. |
| 5 a 7 de agosto de 2013 (segunda a quarta-feira) | Cancelamento devido à transmissão dos jogos do Torneio do Guadiana de 2013. |
| 14 de agosto de 2013 (quarta-feira) | Reprise do episódio "Corre, Beirais, Corre", no lugar de um inédito. 294 500 espectadores. |
| 5 de setembro de 2013 (quinta-feira) | Cancelamento devido à transmissão de Noruega vs. Portugal (Eliminatórias do Campeonato Europeu de Futebol Sub-21 de 2015). |
| 9 de outubro de 2013 (quarta-feira) | Cancelamento devido à transmissão do programa O País Pergunta. |
| 11 de outubro de 2013 (sexta-feira) | Cancelamento devido à transmissão de Portugal vs. Israel (Eliminatórias da Copa do Mundo FIFA de 2014) e programação especial derivada. |
| 25 de dezembro de 2013 (quarta-feira) | Cancelamento devido à programação especial de natal. |
| 12 de janeiro de 2014 (domingo) | Exibição do programa "Portugueses Pelo Mundo - Especial Beirais". 237 500 espectadores. |
| 5 de março de 2014 (quarta-feira) | Cancelamento devido à transmissão de Portugal vs. Camarões (Eliminatórias da Copa do Mundo FIFA de 2014) e programação especial derivada. |
| 7 de março de 2014 (sexta-feira) | Cancelamento devido à transmissão da gala dos 57 anos da RTP. |
| 2 de maio de 2014 (sexta-feira) | Cancelamento devido à transmissão da Corrida de Touros de Estremoz. |
| 6 de maio de 2014 (terça-feira) | Cancelamento devido à transmissão da semifinal 1 do 59º Festival Eurovisão da Canção 2014. |
| 12 de junho de 2014 (quinta-feira) | Cancelamento devido à transmissão das Marchas Populares de Lisboa de 2014. |
| 23 a 26 de junho de 2014; 30 de junho e 1 de julho; 4 e 9 de julho de 2014 (segunda a quinta-feira; segunda e terça feira; sexta e quarta-feira) | Cancelamento devido à transmissão dos jogos da Copa do Mundo FIFA de 2014. |
| 25 de julho de 2014 (sexta-feira) | Cancelamento devido à transmissão da XVIII Grande Corrida TV do Norte. |
| 1 de agosto de 2014 (sexta-feira) | Cancelamento devido à transmissão do jogo Sporting Clube de Portugal vs. Società Sportiva Lazio do Troféu Cinco Violinos. |
| 4 de agosto de 2014 (segunda-feira) | Cancelamento devido à transmissão de Tourada: Corrida de Touros em Angra do Heroísmo. |
| 15 de agosto de 2014 (sexta-feira) | Cancelamento devido à transmissão de Tourada: 8.ª Grande Corrida RDP/RTP - Figueira da Foz 2014. |
| 22 de agosto de 2014 (sexta-feira) | Cancelamento devido à transmissão de Tourada: Corrida de Touros RTP Algarve. |
| 14 de outubro de 2014 (terça-feira) | Cancelamento devido à transmissão do jogo Dinamarca vs. Portugal (Preparação para o Euro 2016). |
| 13, 14 e 18 de novembro de 2014 (quinta, sexta, e terça-feira) | Cancelamento devido à transmissão de jogos de futebol sub-21 (Dia 13) e de preparação para o Euro 2016 (Dia 14). |
| 27 de novembro de 2014 (quinta-feira) | Cancelamento devido à transmissão do programa Passos Coelho: A Entrevista. |
| 25 de dezembro de 2014 (quinta-feira) | Cancelamento devido à programação especial de natal. |
| 14 de janeiro de 2015 (quarta-feira) | Cancelamento devido à transmissão do programa Gala das Quinas de Ouro. |
| 3 de março de 2015 (terça-feira) | Cancelamento devido à transmissão da semifinal 1 do Festival RTP da Canção 2015. |
| 5 de março de 2015 (quinta-feira) | Cancelamento devido à transmissão da semifinal 2 do Festival RTP da Canção 2015. |
| 27 de março de 2015 (sexta-feira) | Cancelamento devido à transmissão do programa Maratona da Saúde. |
| 31 de março de 2015 (terça-feira) | Cancelamento devido à transmissão de Portugal vs. Cabo Verde (Jogo solidário, cuja receita reverterá, integralmente, a favor dos deslocados da erupção vulcânica na Ilha do Fogo). |
| 2 de abril de 2015 (quinta-feira) | Cancelamento devido à morte de Manoel de Oliveira e à transmissão de uma entrevista e de um filme em sua homenagem. |
| 12 de junho de 2015 (sexta-feira) | Cancelamento devido à transmissão das Marchas Populares de Lisboa de 2015. |
| 30 de junho de 2015 (terça-feira) | Cancelamento devido à transmissão do prolongamento do jogo Portugal-Suécia do campeonato europeu de sub-21. O episódio estava previsto, mas devido ao prolongamento do jogo, a série foi cancelada neste dia dando lugar ao Quem Quer Ser Milionário - Alta Pressão. O episódio deste dia foi exibido no dia seguinte. Uma situação semelhante ocorreu no dia 9 de Julho de 2014, devido ao prolongamento de um jogo da Copa do Mundo FIFA de 2014. |
| 2 de julho de 2015 (quinta-feira) | Cancelamento devido à transmissão da LI Grande Corrida TV. |
| 7 de julho de 2015 (terça-feira) | Cancelamento devido ao falecimento de Maria Barroso, com a transmissão do programa Fátima Campos Ferreira entrevista Maria Barroso em sua homenagem. |
| 2 de agosto de 2015 (domingo) | Exibição de um episódio especial "Preço Certo" e de um "Preço Certo: Especial Beirais" Pela primeira vez um episódio inédito é exibido ao Domingo. 627 000 espectadores. |
| 13 de novembro de 2015 (sexta-feira) | Cancelamento do episódio "A Irmandade Beiralense" a meio devido a um especial informação de última hora sobre os Atentados de Paris ocorridos nesse dia. O episódio foi reexibido de forma completa no dia 18 de Novembro de 2015. |
| 25 de dezembro de 2015 (sexta-feira) | Cancelamento devido à programação especial de natal. |
| 26 de janeiro de 2016 (terça-feira) | Reprise do episódio "Gostos Não se Discutem", devido à morte do actor José Boavida que interpretava Manel nesta série. Este episódio foi protagonizado por ele, daí a sua escolha para a homenagem ao actor que faleceu nesta terça-feira. 446 500 espectadores. |
| 09 de março de 2016 (quarta-feira) | Reprise do episódio "Beirais Vai a Votos" ao meio-dia, relacionado com a tomada de posse do novo Presidente da República (Marcelo Rebelo de Sousa), de modo a preencher o espaço entre a mesma e o Jornal da Tarde. 237 500 espectadores. |
| 15 de março de 2016 (terça-feira) | Reprise do episódio "Fora de Jogo" no lugar de um episódio inédito, por razões desconhecidas. 323 000 espectadores. |

Além da exibição na RTP1 a telenovela também é transmitida, com certo atraso em relação à exibição original, nos canais RTP África e RTP Internacional. A RTP também disponibiliza todos os episódios previamente transmitidos online, no serviço RTP Play. Bem-Vindos a Beirais alcançou com frequência o topo dos programas mais acedidos do RTP Play, com cerca de 100 mil acessos por semana. A primeira temporada da telenovela foi exibida a partir de novembro de 2013 no canal canadiano ICI.

### Reposição da série
A série foi repetida no horário das 15h00 desde o dia 4 de abril de 2016 (duas semanas após a exibição original do último episódio) até ao dia 9 de novembro de 2017. A partir de dia 11 de abril passou a ocupar o horário das 14h00, deixado pela telenovela "Os Nossos Dias", terminada no dia 8 de abril do mesmo ano. Durante o Verão, a telenovela "Água de Mar" começou a ser repetida no horário das 14h00, empurrando Beirais para as 15h00, dando em episódios duplos devido ao programa das tardes "Agora Nós" ter ido de férias. Em setembro regressou ao horário das 14h00, dando um episódio por dia, até ao dia 30 de dezembro de 2016. A partir do dia 02 de Janeiro de 2017, com a estreia da nova telenovela do canal "O Sábio", às 14h00, a reposição de "Bem-Vindos a Beirais" passou para o horário das 15h00 novamente. À data de fevereiro de 2019, a série apresentava a particularidade de estar a ser reposta em três canais da RTP, todos eles com emissão na TDT: na RTP1 (dois episódios, de segunda a sexta, ao início da tarde), na RTP2 (de terça a sábado, de madrugada) e na RTP Memória (de segunda a sexta, ao fim da manhã e ao fim da tarde).

### Emissões especiais
Um especial "por trás das câmaras" de nome Beirais em Festa foi exibido em direto da freguesia de Carvalhal no dia 24 de junho de 2013, uma segunda-feira, entre as 10h00 e as 13h00 e das 15h00 às 18h00, com a apresentação de João Baião e Tânia Ribas de Oliveira no âmbito das comemorações das festas de S. João. No mesmo dia, o episódio duplo "Há Festa na Aldeia" contou com a participação especial de Quim Barreiros, Marco Paulo, Sílvia Alberto, Tânia Ribas de Oliveira, Fernando Mendes e Jorge Gabriel. No dia 17 de agosto de 2013, um sábado, foi exibido também em direto de Carvalhal uma festa de verão de nome Festa em Beirais, entre as 22h00 e as 23h45 apresentada por Joana Teles, Mário Augusto e Sérgio Oliveira. A festa também contou com a participação de Marco Paulo, Roberto Leal, Tocá Rufar, Dazkarieh, Banda Sociedade Filarmónica Carvalhense, João Gil, Luís Represas, Francisco Andrade e Carlos Coincas. No dia 12 de janeiro de 2014, foi emitido um especial Beirais do programa Portugueses Pelo Mundo, retratando a vida na aldeia, à semelhança dos episódios normais desse programa. No dia 16 de maio de 2014, uma sexta-feira, foi exibido mais um especial de nome Todos Passam por Beirais no âmbito da comemoração do primeiro aniversário da série, com a apresentação de Tânia Ribas de Oliveira e José Carlos Malato, das 10h00 às 13h00 e das 15h00 às 18h00, em direto da freguesia de Carvalhal.

## Participações especiais
- Adérito Lopes — criador de Yorkshire Tierrer
- Afonso Batista
- Afonso Vilela
- Alexandra Leite — Laura
- Alexandre da Silva — turista
- Alexandre de Sousa — Rogério Bettencourt
- Alice Vieira — Alice Vieira
- Almeno Gonçalves — Telmo Siqueira
- Amélia Videira — Natália
- Américo Silva — Adalberto
- Amílcar Azenha — técnico de televisão por cabo
- Ana Brandão — hóspede
- Ana Bustorff — Alicia Fortunato
- Ana Cunha — Renata Brito e Matos
- Ana Lopes Gomes — Sara
- Ana Marta Ferreira — Helena
- Ana Varela — Luísa
- Ana Videira — vendedora
- Ana Vilela da Costa
- Anabela Moreira — jornalista
- Andreas Piper
- Andreia Pinheiro — amiga de Clara
- André Albuquerque — soldado
- André Levy
- Ângela Pinto — Maria do Carmo Vidal
- António Camelier
- António Filipe (†) — Johnny Creep
- António Rodrigues
- António Simão — sr. Gilberto
- Augusto Portela — representante do Governo
- Aurelino Costa — Rodolfo
- Banda Filarmónica do Carvalhal — Banda Filarmónica de Beirais
- Bárbara Lourenço — Mara
- Bárbara Norton de Matos — Mafalda
- Bernardo Nunes — Militar GNR
- Bruno Ambrósio
- Bruno Bravo — sr. Costa
- Bruno Páscoa
- Bruno Salgueiro
- Bruno Schiappa — inspector
- Cândido Ferreira — Nicolau Natalício
- Carla Andrino — Isaura
- Carla Salgueiro
- Carlos Alberto Vidal — Avô Cantigas
- Carlos Cunha — Dino
- Carlos Gomes — Virgílio
- Carlos Manuel Cunha — Chico Firmino
- Carlos Neves — inspetor
- Carlos Oliveira — consultor
- Carlos Sampaio — agente da petrolífera
- Carlos Sebastião — professor
- Carolina Parreira
- Catarina Avelar — Ariete Augusta
- Catarina Cardoso
- Catarina Guerreiro
- Catarina Mago — Rapariga Rastafari
- Catarina Requeijo
- Cecília Henriques — Benedita
- Cláudia Cadima — astróloga Luz Dawa
- Clemente — Clemente
- Cristina Areia — Vânia Vanessa
- Cristina Cavalinhos — sra. Antunes
- Cristina do Aido
- Cristina Esteves — jornalista
- Cristina Oliveira — Ofélia (burlona)
- Custódia Gallego — tia de Luís
- Dânia Neto — amiga de Carlota
- Débora Ghira — Cátia
- Débora Monteiro — Diana
- Diana Monteiro — Lúcia Prata
- Dinarte de Freitas — José da Silva
- Diogo Almeida
- Diogo Faria
- Diogo Fialho
- Diogo Martins — Sílvio Pedreira
- Diogo Rodrigues de Oliveira
- Diogo Valsassina — Luís
- Domingos Machado
- Domingos Teles da Gama
- Duarte Barrilaro Ruas — fantasma
- Duarte Victor
- Eládio Clímaco — Eládio Clímaco
- Elisabete Piecho — condutora
- Elisa Lisboa — Idalina
- Emanuel Arada — homem do gás
- Emanuel Santos — militar GNR
- Estrela Novais — cigana
- Eva Barros — Beatriz
- Fernando Cunha — Rui Figueiredo
- Fernando Ferrão — Elvis
- Fernando Mendes — Fernando Mendes
- Fernando Nobre
- Fernando Tavares Marques — Jeremias
- Figueira Cid — Óscar
- Filipa Louceiro — Maria Pureza
- Filipe Lourenço Luz
- Francisco Brás
- Francisco Côrte-Real — padre "Bonzão"
- Francisco Costa — homem da confraria
- Francisco Garcia — Francis
- Francisco Goulão — António
- Francisco Macau — Osvaldo Loureiro
- Francisco Nicholson (†) — Henrique
- Frederico Gomes
- Frederico Machado
- Gonçalo Beira
- Gonçalo Lello — jurado
- Gonçalo Mestre
- Gonçalo Portela — perito
- Gracinda Nave — Alda
- Guida Maria (†) — Valéria Montevelho
- Henrique de Carvalho — Nelson
- Henrique Gil — Arménio
- Herman José — Nelo
- Igor Sampaio — Álvaro Almada
- Inês Conde — Eva
- Inês Fragata
- Inês Nogueira — Natércia
- Inês Simões — Lúcia Neves
- Ivandro Pina
- Ivo Alexandre — Toninho
- Joana Araújo
- Joana Barata — Ana
- Joana de Verona — Marcela
- Joana Figueira — Neuza
- Joana França — Trabalhadora do Intermarché
- Joana Freitas
- Joana Hilário
- Joana Rosa — Joana
- João Arrais — Rui
- João Carracedo — jurado
- João Cobanco
- João Craveiro — Steven Silva
- João Cruz
- João de Brito — Miguel
- João de Carvalho — Hermínio Henriques
- João Fernando Ramos — João Fernando Ramos
- João Guilherme Gouveia
- João Maria Maneira
- João Maria Pinto — Ribeiro
- João Montez — turista espanhol
- João Paulo Sousa — Paulo Magalhães
- João Reis
- João Silvestre — Condutor
- João Vaz — Detetive privado
- Joaquim Guerreiro
- Joaquim Nicolau — Presidente da câmara
- Joel Oliveira
- Jorge Gabriel — Jorge Gabriel
- Jorge Guimarães — Sertório Simões
- Jorge Magalhães
- Jorge Mourato — Sósia de Carlos
- Jorge Sequerra (†) — "Homem Mistério"
- José António Alves — Aurélio
- José Carlos Garcia — trabalhador no quiosque de jornais em Lisboa
- José Carlos Malato — José Carlos Malato
- José Cordeiro — Chefe Cordeiro
- José Eduardo — Senhor Pingado
- José Jorge Duarte — irmão de Tozé
- José Macedo
- José Martins — Padrinho
- José Mata — Rapaz Rastafari
- José Meira — Xico
- José Neto — Josué
- Jimmy P. — Jimmy P.
- Júlio César — Engenheiro
- Júlio Isidro — Júlio Isidro
- Júlio Salgado — Paciente
- Julya Darich — Machenka
- Justa Nobre — Justa Nobre
- Leonor Barbeiro
- Leonor Cabral
- Lia Gama — Cecília Almada
- Linda Valadas — Lídia (mulher de Hermínio)
- Lourdes Norberto
- Lourenço Henriques — Bernardo
- Lucas Dutra — Sobrinho de Fernando
- Luciano Lopes
- Lucinda Loureiro — Maria das Dores
- Luísa Fidalgo — Sofia
- Luís Barros — Eng. Ricardo Torres
- Luís Batista
- Luís Esparteiro — Gastão
- Luís Gaspar — Duarte Queirós
- Luís Mascarenhas — Constantino
- Luís Miguel Simões
- Luís Pereira de Sousa — Luís Pereira de Sousa
- Luís Romão — Agente GNR
- Luís Vicente — Mata
- Mafalda Lencastre
- Mafalda Vilhena — Lena
- Magda Cardoso — Vicentina
- Manuela Cassola (†) — Dona Irene
- Manuel Coelho — Fanã
- Manuel Sá Pessoa
- Marcantonio Del Carlo — inspetor Acácio
- Márcia Breia — dona Alice
- Marco Medeiros
- Marco Paulo — Marco Paulo
- Maria Ana Filipe — Anabela
- Maria do Mar Geada — Soraia Mendes
- Maria Emília Correia — Ludovina Silveira
- Maria Helena Falé — mãe de Clara
- Maria João Pinho — Isabel
- Maria Sampaio
- Mariana Bastos
- Mário Bomba
- Mário Lourenço
- Marques D'Arede — Eletricista
- Marta Gil — jornalista
- Martim Barbeiro — Daniel
- Martim Pedroso — Mário Rezende
- Miguel Loureiro — pastor Wellington
- Miguel Mendes
- Miguel Mestre — sobrinho de Fernando
- Miguel Moreira
- Miguel Raposo — José António
- Miguel Romeira — incendiário
- Miguel Telmo — empregado do Turco
- Mouzinho Larguinho — aldeão
- Natalina José — Cândida Brito
- Nuno Dores
- Nuno Figueira
- Nuno Gil — Cláudio Melo
- Nuno Machado — sr. Antunes
- Núria Madruga — Bia
- Oceana Basílio — Vera (sósia de Clara)
- Patrícia Adão Marques — mãe adoptiva de Ângela
- Patrícia André — Florbela
- Patrícia Bull
- Paula Só — Ivone
- Paula Teixeira — Júlia
- Paulo André
- Paulo B.
- Paulo Duarte Ribeiro
- Paulo Lázaro
- Paulo Manso
- Paulo Matos — Elísio Ventura
- Paulo Nery — Henrique
- Paulo Oom — Honório
- Paulo Patrício
- Paulo Pinto — Guilherme
- Pedro Baptista
- Pedro Barbeitos
- Pedro Diogo — dentista
- Pedro Fernandes — Pedro Fernandes
- Pedro Giestas — Samuel
- Pedro Lacerda
- Pedro Lamares — Rúben Melo
- Pedro Luzindro
- Pedro Martinho
- Pedro Martins
- Pedro Pernas
- Pedro Rodil — bombeiro
- Pedro Sousa Loureiro — Ralf
- Peter Michael — senhor Li
- Philippe Leroux — mediador de seguros
- Pompeu José — Aristides Galvão
- Quim Barreiros — Quim Barreiros
- Raimundo Cosme — Zé Carlos
- Raúl Atalaia — Leandro
- Rebeca Gonçalves
- Ricardo Carriço — Eugénio
- Ricardo Gageiro — polícia
- Ricardo Peres — Jacinto
- Rita Lello — Sílvia
- Rodolfo Venâncio — Narciso
- Rodrigo Côrte-Real — Sérgio (jovem)
- Rodrigo Soares — Reinaldo
- Rogério Jacques — Ramiro
- Romeu Vala — Marco
- Ronaldo Bonacchi
- Rosa do Canto — Fernanda (Nanda)
- Ruben Rolo
- Rui Cavaleiro — ministro
- Rui Ferreira
- Rui Luís Brás — Francisco Cunha
- Rui Melo — Roberto
- Rui Paulo — Sérgio
- Rui Santos — Lourenço Vieira
- Sara Barros Leitão — Francisca Bettencourt
- Sara Carinhas — Maria do Céu
- Sara Mestre — Ângela
- Sara Norte — amiga de Patrícia
- Sílvia Alberto — Silvia Alberto e Raquel/Malva
- Simão Biernat
- Simara — Irene
- Simone de Oliveira — Zizi
- Simon Frankel — André
- Sisley Dias — Gonçalo
- Sofia Arruda — enfermeira
- Sofia de Castro
- Sofia Duarte Silva — Fátima
- Sofia Fernandes
- Sónia Araújo — Sónia Araújo
- Sónia Neves (†) — Amélia
- Susana Cacela — Rosa
- Suzana Borges — Rosarinho Bettencourt
- Tânia Ribas de Oliveira — Tânia Ribas de Oliveira
- Telmo Bento
- Teresa Branco — mulher da confraria
- Teresa Faria — mãe de Olga Fontes
- Tiago Aldeia — Filipe Ramos
- Tiago Barroso
- Tiago Delfino
- Tiago Fernandes — cliente da casa de turismo
- Tiago Garrinhas — Elvis (jovem)
- Tiago Matias
- Tiago Teotónio Pereira — Vicente Bettencourt
- Tina Barbosa — Maria do Patrocínio
- Tomás Taylor
- Tónan Quito
- Valdemar Santos — Malaquias
- Vanessa Oliveira — Vanessa Oliveira
- Vasco Batista — pai adoptivo de Ângela
- Vasco Palmeirim — Vasco Palmeirim
- Victor Emanuel — Beto
- Victor Gonçalves — raptor
- Viriato Quintela

(†) Actores falecidos.